# Neotyphloceras crassispina
Neotyphloceras crassispina är en loppart som beskrevs av Rothschild 1914. Neotyphloceras crassispina ingår i släktet Neotyphloceras och familjen mullvadsloppor.

## Underarter
Arten delas in i följande underarter:
- N. c. crassispina
- N. c. chilensis
- N. c. hemisus